# Android Jelly Bean
Android Jelly Bean là phiên bản đã ngừng phát triển của hệ điều hành Android được phát triển bởi Google, là tên được đặt cho 3 phiên bản chính trải qua các phiên bản từ 4.1 đến 4.3.1.
Phiên bản đầu tiên, 4.1, được công bố tại hội nghị nhà phát triển Google I/O vào tháng 6 năm 2012, tập trung vào thiết kế cải thiện hiệu suất đẻ hệ điều hành chạy mượt và nhanh hơn, cải thiện hệ thống thông báo, cho phép thông báo có thể được "mở rộng" với các nút chức năng, và các thay nổi nội bộ khác. Hai phiên bản còn lại cũng có cùng tên Jelly Bean, được phát hành tương ứng vào tháng 10 năm 2012 và tháng 7 năm 2013, trong đó phiên bản 4.2 gồm tối ưu hóa, hỗ trợ nhiều người dùng cho máy tính bảng, widget cho màn hình khóa, tùy chỉnh nhanh, và screen saver, còn phiên bản 4.3 gồm các cải tiến và cập nhật nội bộ cho nền tảng Android.

## Phát triển
Android 4.1 "Jelly Bean" được công bố lần đầu tiên tại hội nghị nhà phát triển Google I/O vào ngày 27 tháng 6 năm 2012, với trọng tâm vào những cải thiện "thú vị" ở giao diện người dùng của nền tảng Android, kèm theo những cải tiến về trải nghiệm tìm kiếm của Google (như tích hợp Knowledge Graph, và trợ lý ảo Google Now), cùng sự ra mắt của chiếc máy tính bảng Nexus 7 do Asus sản xuất và thiết bị chơi đa phương tiện kĩ thuật số Nexus Q.
Đối với Jelly Bean, việc tối ưu hóa hiệu suất và tương tác được thiện hiện thông qua một loạt thay đổi được gọi là "Dự án Butter" (Project Butter): đầu ra đồ họa được đệm 3 lần, vsync được sử dụng trong tất cả các toán tử vẽ, và CPU được huy động toàn bộ sức mạnh khi có tương tác đầu vào để ngăn ngừa sự chậm trễ của đầu vào khi mà bộ xử lý đang ở chế độ năng lượng thấp. Những thay đổi này cho phép hệ điều hành có thể chạy đầy đủ 60 khung hình trên giây ở trên phần cứng đủ khả năng.
Sau 4.1, hai phiên bản Android sau cũng được phát hành dưới cùng tên mã Jelly Bean; cả hai phiên bản chủ yếu tập trung vào cải thiện hiệu năng và cho chính nền tảng Android, và chỉ chứa một ít thay đổi về giao diện người dùng. Cùng với Android 4.1, Google cũng bắt đầu tách API của các dịch vụ của mình trên Android ra thành một thành phần ở cấp hệ thống với tên gọi Google Play Services, dịch vụ thông qua Google Play Store. Điều này cho phép bổ sung các tính năng mà không phải phân phối bảng nâng cấp cho hệ điều hành, giúp giải quyết tình trạng "phân mảnh" nổi tiếng của hệ sinh thái Android.

## Phát hành

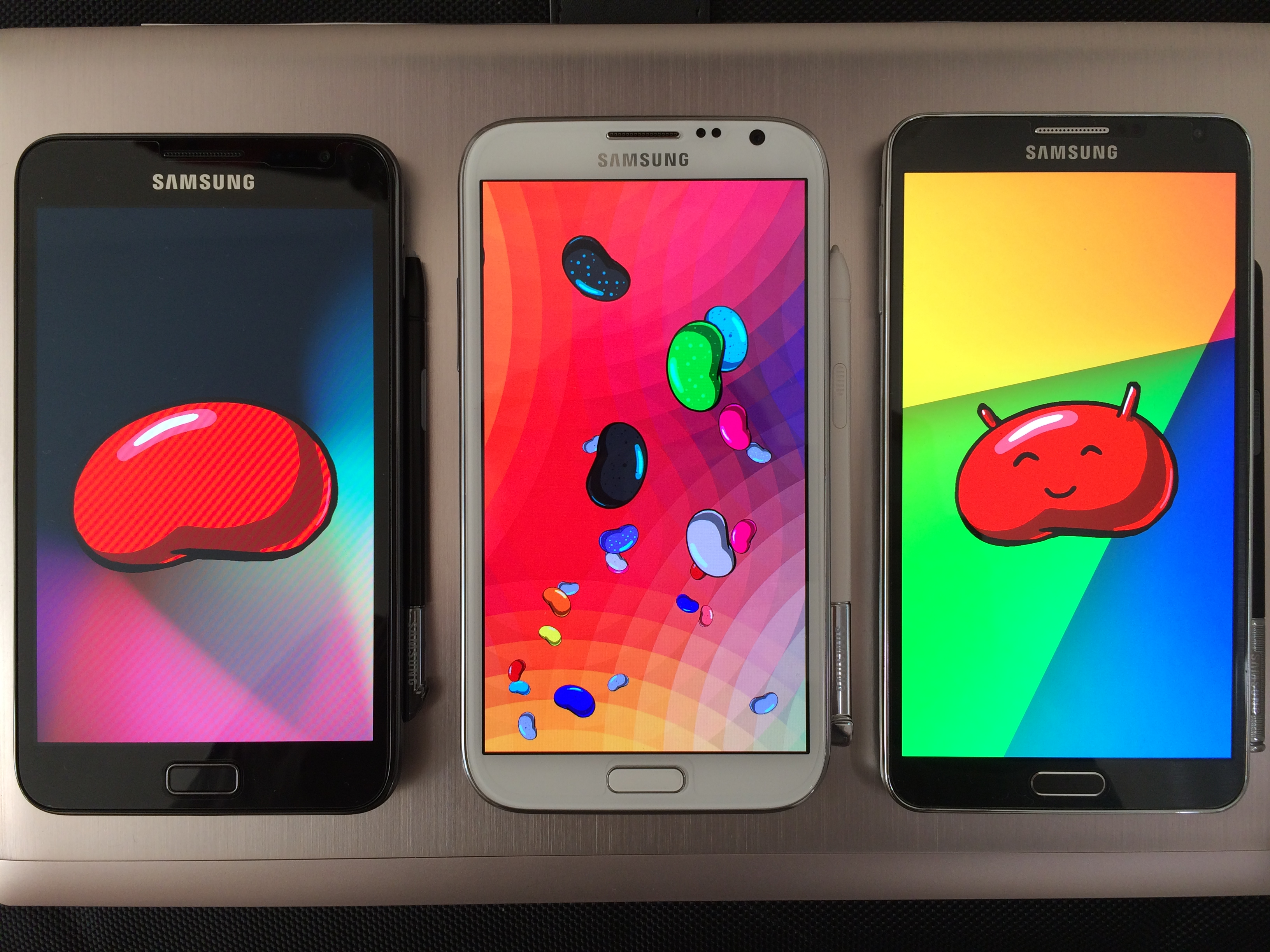
Các thiết bị thuộc dòng Samsung Galaxy Note chạy Jelly Bean.

Những người tham gia hội nghị Google I/O được tặng máy tính bảng Nexus 7 được cài sẵn Android 4.1, và điện thoại thông minh Galaxy Nexus có thể được nâng cấp lên 4.1. Google công bố ý định phát hành bản cập nhật lên 4.1 cho các thiết bị Nexus và máy tính bảng Motorola Xoom vào giữa tháng 7. Bản nâng cấp Android được phát hành đại chúng cho cho các thiết bị Galaxy Nexus GSM vào ngày 10 tháng 7 năm 2012. Cuối năm 2012, theo sau khi phát hành chính thức Jelly Bean, các hãng sản xuất thiết bị gốc Android bên thứ ba bắt đầu chuẩn bị và phân phối bản cập nhật 4.1 cho các điện thoại thông minh và máy tính bảng của họ, bao gồm các thiết bị từ Acer, HTC, LG, Motorola, Samsung, Sony, và Toshiba. Vào tháng 8 năm 2012, phiên bản hàng ngày của CyanogenMod dựa trên 4.1 (với tên gọi CyanogenMod 10) được bắt đầu phát hành cho một số thiết bị được lựa chọn, bao gồm các thiết bị Nexus, Samsung Galaxy S, Galaxy S II, và Galaxy Tab 2 7.0, Motorola Xoom, và Asus Transformer.
Vào ngày 29 tháng 10, Google công bố Android 4.2, cũng với tên gọi "Jelly Bean", cùng với thiết bị ra mắt đi kèm với nó là Nexus 4 và Nexus 10. Bản cập nhật firmware cho Nexus 7 và Galaxy Nexus được phát hành vào tháng 11 năm 2012. Android 4.3 sau đó được phát hành vào ngày 24 tháng 7 năm 2013 thông qua một bản cập nhật cho Galaxy Nexus, 2012 Nexus 7, Nexus 4, và Nexus 10. Một bản cập nhật nhỏ, 4.3.1, được phát hành vào tháng 10 năm 2013 cho Nexus 7 mới để giải quyết các vấn đề liên quan đến thiết bị.

## Tính năng

### Trải nghiệm người dùng

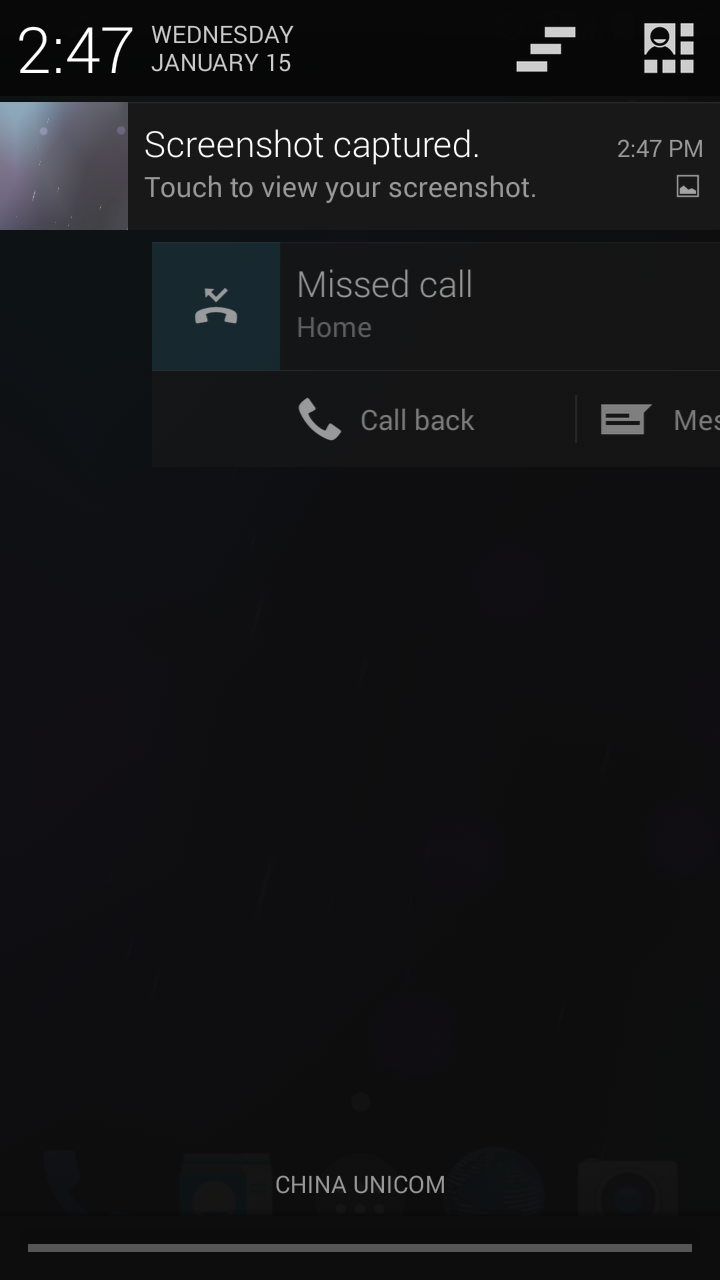
Khu vực thông báo của Android 4.1 với các thông báo có thể mở rộng cùng nút Quick Settings.

Nhìn bề ngoài, giao diện trên Jelly Bean phản ánh một sự tinh tế của giao diện "Holo" vốn được giới thiệu từ Android 4.0. Màn hình chủ mặc định của Jelly Bean đón nhận các tính năng mới, như khả năng các phím tắt và widget ở các màn hình chủ tự động sắp xếp lại để vừa với đối tượng được di chuyển hay thay đổi kích cỡ. Hệ thống thông báo cũng được cải tiến với tính năng "mở rộng" và "hành động" cho thông báo; thông báo cá nhân bây giờ có thể hiển thị thêm nội dung hay các nút hành động (ví dụ như "Gọi lại" hay "Nhắn tin" trên một cuộc gọi nhỡ), truy cập bằng cách kéo mở rộng thông báo với cử chỉ hai ngón tay. Thông báo cũng có thể được vô hiệu hóa cho mỗi ứng dụng riêng biệt.
Android 4.2 bổ sung thêm các tính năng vào giao diện người dùng; màn hình khóa có thể được quẹt sang bên trái để hiển thị trang widget, và quẹt sang phải để truy xuất máy ảnh. Một cửa sổ để bật tắt nhanh các tùy chỉnh (là tính năng thường thấy trên gia diện Android của các OEM) cũng được thêm vào khu vực thông báo—truy cập bằng cách trượt xuống với hai ngón tay trên điện thoại, hoặc trượt xuống từ cạnh trên bên phải của màn hình, hoặc nhấn vào một nút ở góc trên cùng bên phải của cửa số thông báo. Ứng dụng "Trình duyệt" cũng được chính thức thay thế bằng Google Chrome cho Android trên 4.2. 4.2 cũng bổ sung thêm gõ bằng cử chỉ trên bàn phím, thiết kế lại ứng dụng đồng hồ, và một hệ thống screen saver mới với tên gọi "Daydreams". Ngoài ra Android 4.2 còn hỗ trợ nhiều người dùng trên máy tính bảng.
Để thúc đẩy sự thống nhất giữa các lớp thiết bị, lúc này theo mặc định, các máy tính bảng Android sẽ sử dụng phiên bản mở rộng cách bố trí giao diện và màn hình chủ của điện thoại, với các phím điều hướng nằm ở giữa, và thanh trạng thái nằm trên cùng. Những thay đổi này có hiệu lực cho các máy tính bẳng nhỏ (như Nexus 7) từ 4.1, và cho các máy tính bảng lớn hơn từ 4.2. Các máy tính bảng nhỏ chạy Android được tối ưu hóa chủ yếu để sử dụng ở chế độ dọc (portrait), lúc này giao diện ứng dụng như là một phiên bản phóng to của giao diện trên điện thoại. Khi sử dụng ở chế độ ngang (landscape), ứng dụng thường được điều chỉnh để hiển thị ở chế độ màn hình rộng. Với máy tính bảng lớn, các nút điều hướng trước kia được đặt ở góc trái dưới cùng của màn hình, còn đồng hồ và khu vực thông báo thì ở góc phải dưới cùng.

### Nền tảng
Với các nhà phát triển, 4.1 bổ sung thêm các API tiếp cận mới, mở rộng hỗ trợ ngôn ngữ hai chiều (trái sang phải và phải sang trái) và ký tự người dùng tự cung cấp, hỗ trợ quản lý các thiết bị nhập bên ngoài (như bộ điều khiển game video), hỗ trợ đa kênh, USB và âm thanh không dừng, một API định hướng phương tiện truyền thông mới, truy xuất cấp thất tới phần cứng và phần mềm âm thanh và bộ giải mã video, dịch vụ khám dựa vào DNS và dịch vụ khám phá liên kết trước cho Wi-Fi. Android Beam giờ đã có thể được dùng để khởi bị truyền file qua Bluetooth thông qua NFC.
Android 4.2 thêm vào một ngăn xếp Bluetooth được viết lại, thay đổi từ ngăn xếp Bluez trước kia (theo giấy phép GPL từ Qualcomm) sang ngăn xếp được viết lại BlueDroid (có nguồn gốc từ mã nguồn mở Broadcom). Stack mới này, ban đầu được xem là "chưa trưởng thành", hứa hẹn nhiều lợi ích tương lai, bao gồm cải thiện sự hỗ trợ cho hiển thị cho nhiều màn hình, hỗ trợ Miracast, hỗ trợ cho trái sang phải, cập nhật công cụ phát triển, hỗ trợ hơn nữa khả năng tiếp cận như cử chỉ phóng to, và một số cải tiến an ninh nội bộ như hỗ trợ VPN luôn mở và xác thực ứng dụng. Một ngăn xếp NFC cũng dược thêm vào.
Android 4.3 bao gồm những thay đổi ở mức độ thấp hơn, bao gồm hỗ trợ cho Bluetooth năng lượng thấp và AVRCP, SELinux, OpenGL ES 3.0, API mới cho quản lý quyền kĩ thuật số (DRM), cho phép ứng dụng đọc thông báo, bộ giải mã VP8, và các cải tiến khác.
Android 4.3 cũng bao gồm một tính năng bảo mật ẩn gọi là "App ops", cho phép người dùng từ chối từng quyền riêng biệt của ứng dụng. Tuy nhiên sau đó, tính năng này bị gỡ bỏ trên Android 4.4.2; một phát ngôn viên của Google nói rằng đây là tính năng thử nghiệm và có thể khiến một số ứng dụn không thể hoạt động đúng nếu nó được sử dụng theo cách nhất định.